# Желанна Інна Юріївна
Інна Юріївна Желанная (нар. 20 лютого 1965, Москва) — радянська і російська фолк-рок співачка, автор і композиторка пісень, засновниця групи Farlanders (1994—2004), також відома як солістка групи «Альянс» у 1990—1992 роки.

## Біографія
Основу групи, створеної в 1994 році Інною Желанною, склали музиканти легендарної рок-групи «Альянс», добре відомої у 1980-х і початку 1990-х років.
У 1989 році Інна почала свою співпрацю з рок-групою «Альянс». В цей же час вона захопилася народними піснями і мелодіями, з якими її познайомив співак і мультиінструменталіст Сергій Старостін. Незабаром Старостін також приєднується до групи «Альянс», привнесши у музику групи сильний етнічний елемент. В 1991 році виходить альбом групи «Зроблено в білому», на якому записані чотири пісні Желанної: «Тільки з тобою», «Далі», «До самого неба», і «Сестра». У тому ж році виходить на екрани художній фільм «Кікс» режисера Сергія Лівнєва, в якому всі чотири композиції використані в якості саундтреку. У 1994 році альбом «Зроблено в білому» отримує Гран-Прі Радіо Франції (Radio France International) в номінації «Найкраща поп- і рок-музика на Сході», і за запрошенням французького радіо Інна Желанна та група «Альянс» виступають на великому концерті лауреатів в Парижі.
В період 1992—1994 років Інна Желанна не гастролює у зв'язку з народженням у 1992 році сина Вані.
У 1994 році Інна Желанна створює свій колектив спільно з учасником «Альянсу» басистом Сергієм Калачовим. До них приєднуються Сергій Клевенський (кларнет) та Сергій Старостін.
У 1995 році виходить її перший CD «Водорость». У цьому ж році одна з пісень альбому — «Тільки з тобою», була включена до CD-збірника «One World» американської фірми «Putumayo World Music», в якій представлені такі музиканти як Пітер Габріел, Gipsy Kings, Боб Марлі, Johnny Clegg, Юссу н'дур, Анжеліка Кінжо та інші.
На підтримку виходу цього альбому група виступає в США, на фестивалі One World у Вашингтоні, а також в Нью-Йорку і південних штатах східного узбережжя США. Кульмінацією американського туру стає виступ в Атланті на відкритті Олімпійських Ігор.
У жовтні 1998 року московська компанія GreenWave Records випустила CD «Іноземець», записаний в Голландії. Згодом цей альбом був за ліцензією видано в США (фірмою Shanachie під назвою Inna And The Farlanders: «The Dream Of Endless Nights») та Німеччині (фірмою Jaro під назвою Farlanders: «The Farlander»). Група починає називати себе FARLANDERS і під цим ім'ям протягом наступних 6 років дає концерти за кордоном.
В кінці 1998 року група виступає на найбільшому у світі форумі етнічної музики Worldwide Music Expo (WOMEX) в Стокгольмі, після чого отримує багато запрошень з різних країн. У 1999 році група вдруге відвідує США в рамках нового концертного туру (Вашингтон, Нью-Йорк, Бостон, Лос-Анджелес, Сан-Франциско).
З 1998 року група FARLANDERS бере участь у безлічі фестивалів етнічної, джазової, поп — і рок-музики, виступає в Німеччині, Великій Британії, Франції, Іспанії, Бельгії, Голландії, Данії, Фінляндії, Швейцарії, Австрії, Сербії, Словенії, Польщі (включаючи концерт на знаменитому Сопотському фестивалі), Чехії, Сінгапурі, дає 20 концертів на майданчиках Единбурзького фестивалю в Шотландії. Про групу знімають телепередачі і документальні фільми, її концерти транслюють європейські радіо — та телекомпанії — BBC (Велика Британія), ZDF, NDR, WDR, Radio Bremen (Німеччина), Radio FranceInternational (Франція), Radio Netherlands (Нідерланди), Польське і Чеське телебачення. Статті та рецензії друкують Rolling Stone, Los Angeles Times, San Francisco Chronicle, Village Voice (США), Scotsman, Herald (Велика Британія), Frankfurter Rundschau, Frankfurter Allgemeine Zeitung (Німеччина).
Альбом «Іноземець» потрапляє в список найкращих world music релізів 1998 і 1999 років — World Music Charts Europe (за опитуванням European Broadcasting Union). Концерт групи у Вупперталі (Німеччина) у жовтні 1999 року включений німецьким музичним журналом Folk World в десятку кращих концертів 1999 року.
У 2000 році компанія GreenWave випускає перший концертний альбом — «Moments», записаний під час виступу в клубі «Moments» в Бремені восени 1999 року.) Цей же диск (з дещо іншим набором пісень) був одночасно видано у Німеччині (компанія JARO). Саунд-продюсером альбому став Ілля XMZ, засновник групи MALERИЯ. З 1998 року він починає працювати постійним звукорежисером концертних виступів групи, завдяки чому суттєво змінюється звучання колективу.
У 2001 році JARO перевидає диск, записаний на початку 1990-х років групою «Альянс» спільно з норвезькою співачкою, зіркою «world music» Марі Бойне. У версії JARO диск називається «Winter In Moscow» (Mari Boine, Інна Желанная, Сергій Старостін).
У 2002 році виходить акустичний диск «Танці тіней» (Інна Желанна — Сергій Калачов), що складається з пісень Калачова на вірші Желанної.
В кінці 2003 року записано новий студійний альбом групи — «Вигадки» («Вымыслы»), повністю складений з обробок російського фольклору. Альбом випущений компанією GreenWave в січні 2004 року.
В кінці 2004 року Желанна готує святковий концерт, присвячений 10-річчю групи. У святкуванні взяли участь музиканти Олексій Айгі (скрипка), Аркадій Шилклопер (валторна, флюгельгорн, альпійський ріг), Аркадій Марто (електроніка, клавішні), Іван Смирнов (акустична гітара), Андрій Місін (вокал, акустична гітара), Лев Слепнер (маримба) та інші. Концерт був знятий, згодом змонтований В. Желанною і в 2006 році під назвою «Інна Желанная і Farlanders. 10 років» був виданий у форматі ДВД.
Відразу після ювілейного концерту Желанна розпускає свій колектив. Пізніше вони зібралися разом лише один раз — це був концерт в рамках Театрального фестивалю GOLDENMASK за участю Трея Ганна (Trey Gunn, «King Crimson») 2 квітня 2005 року.
Влітку 2005 року завершена робота над спільним альбомом ЖЕЛАННА / МALERИЯ «77RUS». Альбом складається цілком з російських пісень Тверської області Російської Федерації. Оригінальний матеріал надано Сергієм Старостіним з його власних архівів.

Восени 2006 року Інна Желанна починає пошук музикантів для нової групи, і вже в лютому 2007-го відбулася презентація нового музичного проекту. 
Інна Желанна раніше працює з автентичним народним матеріалом, але музика групи вже не піддається звичним жанровим визначенням — в ній поєднуються елементи прогресивного року, джазу, фанку, електроніки, психоделіки.
У листопаді 2009 року виходить сольний альбом Інни Желанної «Кокон» за участю Трея Ганна (гітара Ворра (Warr guitar), США, ex-King Crimson). Через рік «Кокон» був перевиданий за ліцензією в США на лейблі «7DMedia».
У жовтні 2014 року виходить подвійний альбом рос. «Изворот», який отримав гарні відгуки музичних критиків та колег.
У травні 2017 року Інна Желанна спільно з трьома вокалістками-народницями (Маргаритою Кожеуровою, Світланою Лобановою, Оленою Ліфшиц) і Сергієм Grebstel-ом Калачовим, які виконували роль аранжувальника і барабанщика, представила публіці арт-проект «ВИЛА».
Фігурант бази даних центру «Миротворець».

## Дискографія

### Альбоми
| № | Рік випуску | Назва         | Лейбл            | Коментар                                                    |
| - | ----------- | ------------- | ---------------- | ----------------------------------------------------------- |
| 1 | 1995        | «Водоросль»   | General Records  |                                                             |
| 2 | 1998        | «Иноземец»    | Green Wave       |                                                             |
| 3 | 2000        | «Moments»     | Green Wave       |                                                             |
| 4 | 2002        | «Танцы Теней» | Green Wave       |                                                             |
| 5 | 2004        | «Вымыслы»     | Green Wave       |                                                             |
| 6 | 2008        | «Зима»        | Inasound Records | запис концерту в МХАТ імені М. Горького, 3 червня 2007 року |
| 7 | 2009        | «Кокон»       | Inasound Records |                                                             |
| 8 | 2014        | «Изворот»     | Inasound Records |                                                             |

### Спільні альбоми
| № | Рік випуску | Назва                         | Лейбл            | Учасники                                                 | Коментар                                                                                       |
| - | ----------- | ----------------------------- | ---------------- | -------------------------------------------------------- | ---------------------------------------------------------------------------------------------- |
| 1 | 1991        | «Сделано в белом»             | BSA Records      | Альянс, Інна Желанна                                     |                                                                                                |
| 2 | 1992        | «Mari Boine med band Allians» | RCA / BMG Ariola | Інна Желанна, Сергій Старостін, Мари Бойне, Андрій Місін | Також видавався як «Mote i Moskva» 1992 року, «Joik and Moscow» 1993, «Winter in Moscow» 2001. |
| 3 | 2006        | «77RUS»                       | Нікітін          | Інна Желанна, Malerия                                    |                                                                                                |

### Збірники
| №   | Рік випуску | Назва                   | Лейбл         | Коментар |
| --- | ----------- | ----------------------- | ------------- | -------- |
| 000 | 2003        | «Легенды русского рока» | Moroz Records |          |
| 000 | 2007        | «The Best»              | Нікітін       |          |
| 000 | 2007        | «Любовное настроение»   | Нікітін       |          |

## Склад групи
- Інна Желанна — вокал, електроніка, акустична гітара
- Сергій Калачов aka Grebstel — 6-струнний лідер бас, електроніка, loop station, програмінг.
- Дмитро Фролов — барабани, електроніка
- Олег Маряхін — саксофон, труба, калімба, електроніка
- Володимир Губатов aka Gubalance — звук.
- Чой Дев'ять — концертний відеоарт